# Paralimnus bellus
Paralimnus bellus är en insektsart som beskrevs av Mitjaev 1999. Paralimnus bellus ingår i släktet Paralimnus och familjen dvärgstritar. Inga underarter finns listade i Catalogue of Life.